# Mercado del Níger
El Mercado del Níger (en francés: Marché du Niger) es un concurrido mercado en la ciudad de Conakri, la capital del país africano de Guinea, ligeramente más pequeño que el otro mercado principal de la ciudad, el Mercado Madina (Marché Madina). Vende frutas y verduras y de acuerdo con Lonely Planet tiene un problema con los carteristas o ladrones de carteras.